# Nationaltheatret
Se også Nationaltheatret Station
Nationaltheatret i Oslo er, ved siden af Den Nationale Scene og Det norske teatret, et af Norges tre hovedscener for teaterkunst. Bygningen med facader i gul maskintegl og granit blev tegnet af arkitekt Henrik Bull, som vandt en arkitektkonkurrence i 1891. Den oprindelige teatersal (Hovedscenen) er i nyrokokkostil. Derudover er der tre andre scener i bygningen: Amfiscenen, Malersalen og Bakscenen. Teatret åbnede den 1. september 1899. Bygningen blev fredet efter loven om kulturminder i 1983.
Nationaltheatrets første chef var Bjørn Bjørnson, søn af Bjørnstjerne Bjørnson. Nuværende teaterdirektør er Kristian Seltun.
Da der skulle bygges teater i Kristiania, blev det gennem flere tiår drøftet, hvor teatret skulle ligge. Teaterforkæmperne fandt hurtigt den nuværende beliggenhed ved Studenterlunden, men det måtte opgives efter hård modstand fra universitetet i samme område. I 1880 skrev universitetskollegiet, at et slot, en stortingsbygning, et universitet og et teater ikke hørte naturligt sammen, da teatrets "karakter i det hele og den virksomhed, som udgaar derfra, i selve sit Væsen saa forskjellig fra den, hvortil de trende andre er viede, at de til sammen ikke vil kunne udgjøre nogen harmonisk forbindelse". Men i de næste år opnåede norske forfattere som Ibsen og Bjørnson en international prestige, der satte universitetet helt i skyggen, og da ansøgning om et teater rejst ved Studenterlunden atter blev fremmet i 1888, med støtte fra netop Ibsen og Bjørson, gik sagen hurtigt igennem. Universitetet protesterede forgæves, men fik dog medhold i, at Nationaltheatrets indgang ikke skulle ligge mod universitetet, og at teatrets tag heller ikke måtte rage væsentligt højere op end universitetets. 
Den administrative del af Torshovteatret ligger under Nationaltheatret.